# Suaeda baluchestanica
Suaeda baluchestanica är en amarantväxtart som beskrevs av Akhani och Dieter Podlech. Suaeda baluchestanica ingår i släktet saltörter, och familjen amarantväxter. Inga underarter finns listade i Catalogue of Life.